# كرايغ براون (لاعب كرلنغ)
كرايغ براون (بالإنجليزية: Craig Brown)‏ هو لاعب كرلنغ أمريكي، ولد في 18 أغسطس 1975 في ماديسون في الولايات المتحدة.

## وصلات خارجية
- كرايغ براون على موقع الاتحاد الدولي للكرلنغ (الإنجليزية)
- كرايغ براون على موقع اللجنة الأولمبية الدولية (الإنجليزية)
- كرايغ براون على موقع أوليمبيديا (الإنجليزية)
- كرايغ براون على موقع اللجنة الأولمبية والبارالمبية الأمريكية (الإنجليزية)